# Selce, Pivka
Selce este o localitate din comuna Pivka, Slovenia, cu o populație de 216 locuitori.